# معهد المهندسين الكيميائيين
معهد المهندسين الكيميائيين هو معهد مهني هندسي عالمي يحوي ما يزيد عن 42,000 عضوًا من أكثر من 120 دولة حول العالم، أسس عام 1922 ومنح الميثاق الملكي في عام 1957.
للمعهد مقار في كل من رغبي، لندن، ملبورن، ويلينغتون، كوالالمبور بالإضافة إلى سنغافورة.

## اقرأ أيضاً
- هندسة كيميائية